# Bass Sultan Hengzt
Bass Sultan Hengzt, właściwie Fabio Ferzan Cataldi (ur. 14 sierpnia 1981) – niemiecki raper pochodzący z Berlina. 

## Życiorys
Jest pół Włochem i pół Turkiem. Rapowanie rozpoczął w berlińskim labelu Bassboxxx.
Razem z Bushido i King Orgasmus One rapuje jako BMW (Berlins Most Wanted). W 2003 roku wyszedł jego album Rap braucht kein Abitur, który w 2005 roku został zakazany.
Przez krótki okres współpracował z wytwórnią Ersguterjunge, lecz 23 lipca 2005 label ogłosił rozwiązanie umów z raperem. Po odejściu z Ersguterjunge nagrał kawałek z Flerem ("Pass Auf"). W 2006 koncertował z grupą Bloodhound Gang, ale kłótnie pomiędzy fanami dwóch różnych gatunków przerwały ich współpracę. W 2006 nagrał album Berliner Schnauze. Płytę promowały utwory Berliner Schnauze i Millionär obie piosenki można było zobaczyć na Vivie i MTV, pod koniec 2006 roku album został zakazany. W 2007 wydał album Der Schmetterlingseffekt. Rapera można było też usłyszeć na Aggro 5 i solowych płytach Sido i Fler.

## Dyskografia
Albumy
- 2002 Berlin bleibt hart (z King Orgasmus One)
- 2003 Rap braucht kein Abitur (zakazana)
- 2004 Von Bezirk zu Bezirk (z MC Bogy)
- 2005 Rap braucht immer noch kein Abitur
- 2006 Berliner Schnauze (Amstaff/Murderbass)(zakazana)
- 2007 Der Schmetterlingseffekt
- 2009 Zahltag

Single
- 2006 Berliner Schnauze (singel)
- 2006 Millionär
- 2007 Schmetterlingseffekt

DVD
- 2006 Rap City Berlin